# 良十四世
良十四世（拉丁語：Leo XIV；1955年9月14日—），本名罗伯特·方济各·普雷沃斯特，是天主教會第267任教宗，圣奧斯定会会士，擁有美国和秘魯國籍。2025年5月8日在选举教宗会议中的第四轮投票中当选教宗，接替此前不久病逝的教宗方濟各。在此之前，他在2001年至2013年期间两度获选担任圣奧斯定会总会长，2015年至2023年期间担任秘鲁奇克拉约教区主教，并自2023年起担任聖座主教部部长及宗座拉丁美洲委员会主席。
普雷沃斯特出生美国伊利诺伊州芝加哥南郊的多尔顿，他的圣召生涯早期在芝加哥的圣奥斯定会“善导之母”会省和罗马完成修会培育和神职培育，并服务于芝加哥地区；1985年被修会派遣至秘鲁服务，1988年至1998年間歷任堂区司铎、教区教长、神学院教授和教区行政人员等職。他精通英語、西班牙語、義大利語、法語和葡萄牙語，可讀拉丁語和德語。2023年9月30日由教宗方濟各在擢升枢机的枢密会议中被擢升为枢机。
良十四世擁有美國和秘魯雙重公民身份，是第一位在北美出生的教宗，也是第一位擁有美國或秘魯公民身份的教宗、第二位來自主流宗教為新教國家的教宗，以及第二位來自英語國家的教宗。他亦是首位圣奧斯定會出身、第七位遵循圣奥斯定会规的教宗。良十四世曾表示，他选择教宗的名字是受先教宗良十三世的启发——後者於1891年發表的《新事》通諭奠基并发展了天主教社会思想。

## 生平

### 早年
普雷沃斯特于1955年9月14日出生在伊利诺伊州芝加哥的仁慈医院和医疗中心。他的母亲米尔德里德·艾格尼丝·普雷沃斯特（Mildred Agnes，婚前姓名，Martínez）是新奥尔良第七区人，来自一个移居芝加哥地区的路易斯安那克里奥尔人（Louisiana Creole）家庭；她于1947年毕业于德保罗大学，获得图书馆学学士学位。他的父亲路易斯·马里乌斯·普雷沃斯特（Louis Marius Prevost，1920年7月28日-1997年11月8日）是第二次世界大战的美国海军老兵，曾在诺曼底登陆战中指挥一艘步兵登陆艇，后来参加了法国南部的 “龍騎兵行動”；他后来成为伊利诺伊州格伦伍德市布鲁克伍德第167学区的校长。普雷沃斯特有两个哥哥，分别是路易斯（Louis）和约翰（John）。
他于1973年在圣奥斯定会的高中备修院完成中学教育，后于1977年在维拉诺瓦大学取得数学理学学士学位。

### 加入修會
普雷沃斯特在1977年大學畢業後的同年9月，决定回应自己的司铎圣召，加入位于芝加哥的圣奥斯定会“善导之母”会省并入修会初学，他于1978年9月2 日誓发初愿，并于1981年8月29日（洗者圣若翰殉道纪念日）誓发永愿。次年，他被芝加哥天主教神学联盟授予神学执照（STL）学位。此前神学培育期間，他同時在芝加哥卡西亞聖麗塔高中擔任物理和數學老師。
1982年6月19日，普雷沃斯特在罗马圣奥斯定会总会“圣妇莫尼加”会院由时任圣座与非基督徒对话委员会主任让·雅多总主教祝圣为司铎。他于1984年获得宗座圣多玛斯大学的教会法执照学位（Lic. can.），1987年在同一宗座大学以论文《论圣奥斯定会地方会院院长的职责角色》，獲得教会法博士學位（Doctorate in Canon Law）。

### 秘鲁传教
普雷沃斯特于1985年被罗马总会派遣至秘鲁的圣奥思定会传教团服务，并在1985年至1986年期间担任丘卢卡纳斯教区的教务长。1987年，他被任命为位于芝加哥的圣奥斯定会“善导之母”会省修会司铎培育主任及传教事务主管。
普雷沃斯特于1988年返回秘鲁，在接下来的十年里担任特鲁希略圣奥斯定神学院院长。他还在教区修院教授教会法以及教父神学、基本伦理神学（Fundamental Moral Theology），并担任修院教务长，与此同时，他还曾担任特鲁希略地区教区法庭法官和顾问团成员。

### 圣奥斯定会总会长
普雷沃斯特1998年获选芝圣奥斯定会“善导之母”会省的省会长并于1999年3月8日回到美国芝加哥正式就职。
2000年，普雷沃斯特允许圣奥斯定会的神父雅各伯·雷（James Ray）入住位于芝加哥的圣若望斯通修道院。雷因涉嫌性侵未成年人的指控，自1991年以来一直处于暂停公开履行圣职的科罚状态之中。尽管修道院毗邻一所天主教小学，但当时普雷沃斯特省会长并未将雷的情况告知学校管理层。随后修会注意到了这一点，在圣若望斯通修道院期间，雷被指派了一名监督员。2002年，由于美国天主教主教团通过了更为严格的规定来应对被控性侵未成年人的圣职人员，因此雷被调至另一处住所。
普雷沃斯特曾于2001年当选圣奥斯定古总斯丁修道会会长，任期为六年。他于2007年再次当选，获得了另一个六年任期。普雷沃斯特2013年担奥斯定古“善导之母”会省的修会丁修道会的培育主任，并兼任省会长顾问及省会长代理。
普雷沃斯特在担任教区和修会职务期间，对性虐待指控的处理方式遭到了神职人员虐待幸存者权益倡导者的批评；倡导团体SNAP（受神父虐待幸存者网络）当时指控普雷沃斯特未能对涉及前普罗维登斯天主教高中校长理查德·麦格拉思的虐待指控采取行动，尽管长期存在指控，却允许他继续担任其职位。
2014年，維拉諾瓦大學授予他人文學科榮譽博士學位。

### 奇克拉约主教

普雷沃斯特主教的牧徽

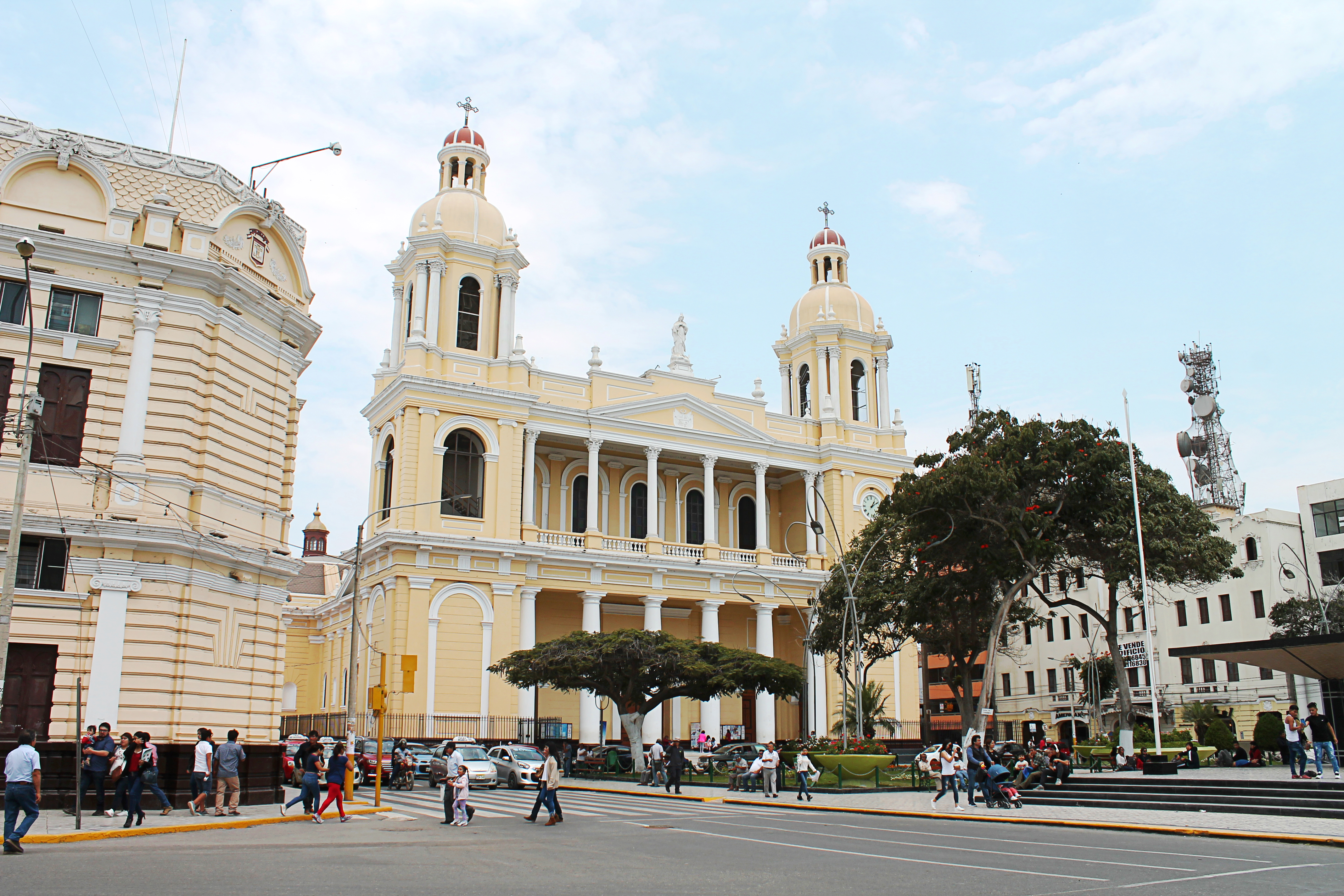
秘鲁奇克拉约教区圣玛丽大教堂，普雷沃斯特于2015年至2023年在此担任教区主教

2014年11月3日，教宗方济各任命普雷沃斯特为秘魯奇克拉约教区的宗座署理，并授予其苏法尔领衔主教。随后在2014年12月12日瓜达卢佩圣母庆日，他在奇克拉约圣母主教座堂被雅各伯·格林（Msgr. James Green）祝圣为主教。2015年9月26日，方济各教宗正式任命他为奇克拉约主教。同年，他取得秘魯公民身份。
2019年7月13日，普雷沃斯特被方济各任命为罗马圣职部的成员。随后在2020年4月15日，他被方济各教宗任命为秘鲁卡亞俄教區的宗座署理。2020年11月21日，教宗方济各任命他为主教部成员。
在秘鲁主教团中，普雷沃斯特于2018年至2021年期间担任常任理事会成员。2021年3月1日，教宗方济各私人接见了当时的普雷沃斯特总主教，这引发了人们对他可能在芝加哥或罗马获得新任命的猜测。

### 主教部部長

普雷沃斯特樞機的牧徽

2023年1月30日，教宗方济各任命普雷沃斯特为罗马教廷主教部部长，并以奇克拉约荣休总主教為其主教頭銜。2023年7月9日，方济各在主日例行《三钟经》祈祷后宣布了他将在9月30日的枢机会议上擢升普雷沃斯特和其他 19 人为樞機。2023 年 9 月 30 日第十六次常规世界主角会议开幕前夕，方济各教宗在圣伯多禄广场举行擢升枢机的枢密会议，在此次会议上，普雷沃斯特被擢升为罗马圣莫尼加小堂的执事級枢机。
2025年2月6日，方济各教宗任命普雷沃斯特枢机为罗马教省阿尔巴诺罗马城郊教区的主教級枢机。

### 教宗

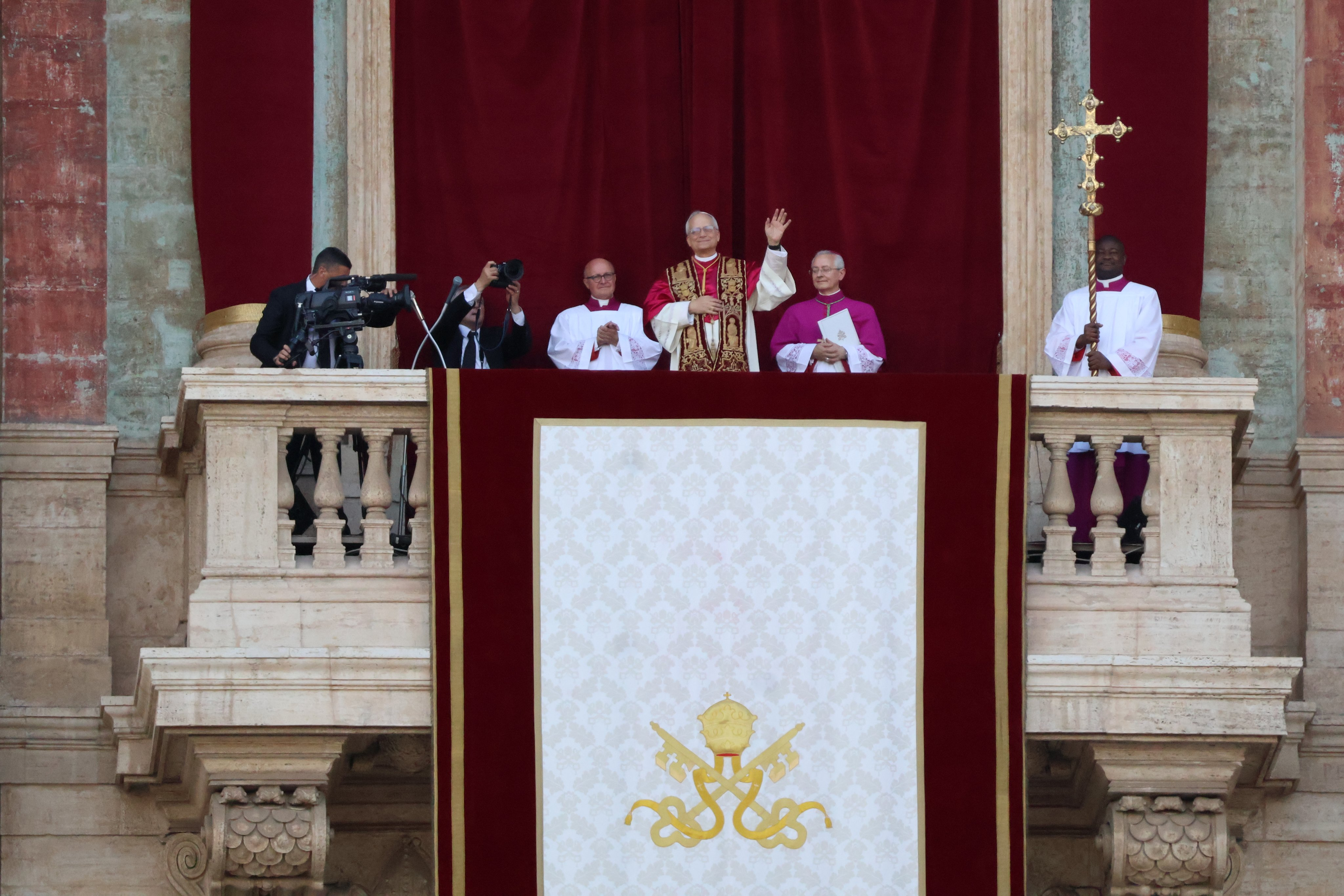
教宗良十四世在圣伯多禄大教堂的阳台上向聚集在圣伯多禄广场的人们挥手致意，这是他作为教宗首次公开露面

2025年5月8日，即選舉教宗會議進行的第二天，第四轮投票中，普雷沃斯特獲選為天主教會第267任教宗；宗徒之长圣伯多禄的第266位继承人，他選擇教宗名號為「良十四世」。当选后约一小时，按《主的普世羊群》宗座宪令规定，由神圣枢机团中執事級首席樞機道明·方济各·若瑟·曼玻第枢机在聖伯多祿大殿的降福大厅阳台以拉丁语宣佈新教宗的姓名及名號，随后教宗登上陽台向信眾致意及講話，並颁赐他的首個宗座遐福，即「致罗马城與全球」（Urbi et Orbi）的降福。
良十四世是首位出生於美國以及北美洲的教宗、首位奧斯定會出身的教宗，也是繼方濟各以來第二位出生於美洲、擁有南美洲國家國籍的教宗，同時打破了外界對於美國人很難成為教宗的刻板印象。
聖座新闻室发言人马泰奥·布鲁尼证实普雷沃斯特选择“良”作为教宗名号“明显意指教会社会训导”。历史中，上一位使用「良」作為名號的教宗良十三世於1891年發表《新事》通諭，被視為天主教會關懷當代社會的教義思想「天主教社會思想」（或稱天主教社會訓導）的起點；5月10日上午，教宗良十四世会见枢机团時，明确使用「良」作為名號，有向良十三世致敬之意。
据媒体报道，良十四世将重新以宗座宫作为寓所，而非像前任方济各一样以圣玛尔大之家为寓所。 他的就职弥撒于5月18日在圣伯多禄广场举行。

## 观点

### 名号的选择

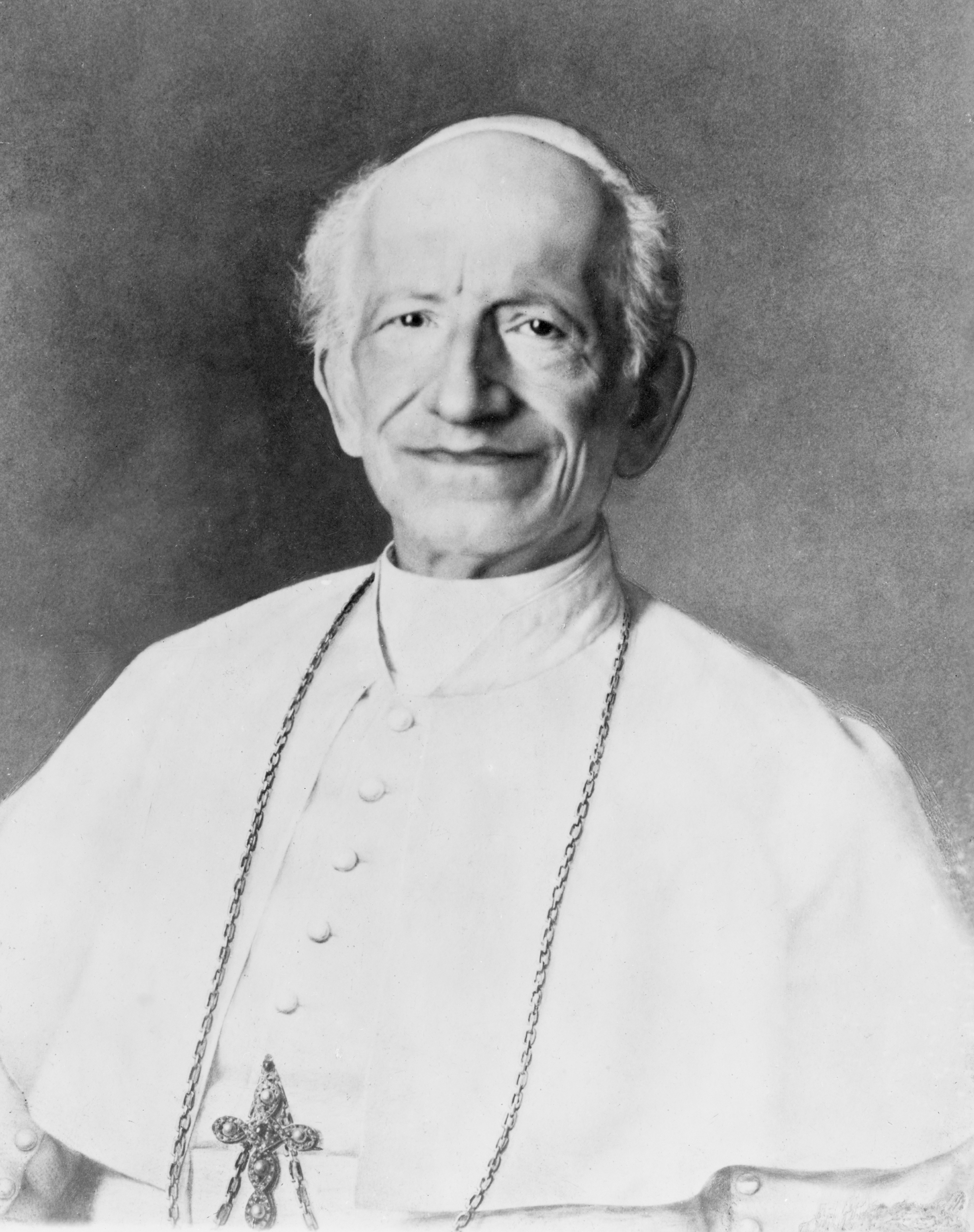
由于良十三世的社会教义和著作，普雷沃斯特选择了教宗的名字良十四世来纪念他

良十四世教宗的名号是為了紀念先教宗良十三世（俗稱「社會教宗」和「工人教宗」）及其通谕《新事》（拉丁語：Rerum novarum，建立了天主教社会思想），根據教廷新聞辦公室主任Matteo Bruni的說法，這個選擇「顯然是——與女性的生活、他們的工作 - 即使是在以人工智慧為標誌的時代」。
据智利籍的费尔南多·乔马利枢机（Fernando Card. Chomalí）称教宗良十四世告诉他，教宗名字的选择是基于他对世界文化转变的担忧，这是一种涉及人工智能和机器人技术的哥白尼式革命。乔马利枢机表示： “︁他（教宗）受到了良十三世的启发，良十三世在工业革命时期写下了《新事》，开启了教会与现代世界之间的重要对话”︁。
教宗自己解释说，“教会向每个人提供其社会训导的宝库，以应对另一场工业革命和人工智能领域的发展，这些发展对捍卫人类尊严、正义和劳动提出了新的挑战”。

### 教会政策
良十四世在获选教宗前的2023年5月曾表示，主教领导应优先关注信仰而非行政事务。他强调首要任务是“传达信仰的美好，认识耶稣所带来的美丽与喜乐”。

#### 主教会议制
普雷沃斯特是「同道偕行」理念的坚定支持者，这是教宗方济各的重要遗产之一。他认为，所有信友的参与和共同承担责任，能够应对教会内部的对立与分裂。他坚信“圣神正在……推动我们走向更新”。他曾指出，所有信友都“蒙召承担起一种我称之为‘新的态度’的重大责任”，这种态度就是“首先聆听圣神的声音，聆听祂对教会的呼唤”。

#### 女性执事
普雷沃斯特教宗反对女性担任圣职，他认为这“并不一定能解决问题”，反而可能带来新的问题。在评论教宗方济各于2023年任命三位女性为主教部成员（该部会由他领导）时，他指出，这些女性的观点通常与其他成员一致，但也能带来宝贵的新视角。

### 社会和政治议题
普雷沃斯特通常被视为一位温和派或中间派人物。2025年4月，意大利《共和报》称他是一位“具有世界眼光”的人物，在教会内部“受到保守派与进步派的共同欣赏”。他反对安乐死、堕胎，关心穷人的权益，也曾支持秘鲁的委内瑞拉难民。
在社交媒体平台X（前称Twitter）上，普雷沃斯特在2019冠状病毒病疫情期间公开表达对疫苗接种的支持，对2020年5月在美国发生的乔治·弗洛伊德事件及示威者表示同情，并批评现任美国总统唐納·川普和副总统JD.万斯领导下的美国移民政策。他还批评特朗普与萨尔瓦多总统納伊布·布克萊的会晤，因后者提出可在萨尔瓦多监狱关押被美国遣返的任何国籍的罪犯。普雷沃斯特曾在伊利诺伊州威爾縣参与多次选举投票，包括2008年与2010年的民主党初选，以及2012年、2014年和2016年的共和党初选。
香港主教周守仁樞機於2025年5月22日在聖母無原罪主教座堂為良十四世舉行就職祈福彌撒時說，良十四世曾透露他希望訪問中國，且已去過中國，是第一位就任前曾造訪中國內地的教宗。但周守仁未透露普雷沃斯特先前訪華的年份和具體經過。

#### LGBTQ权益

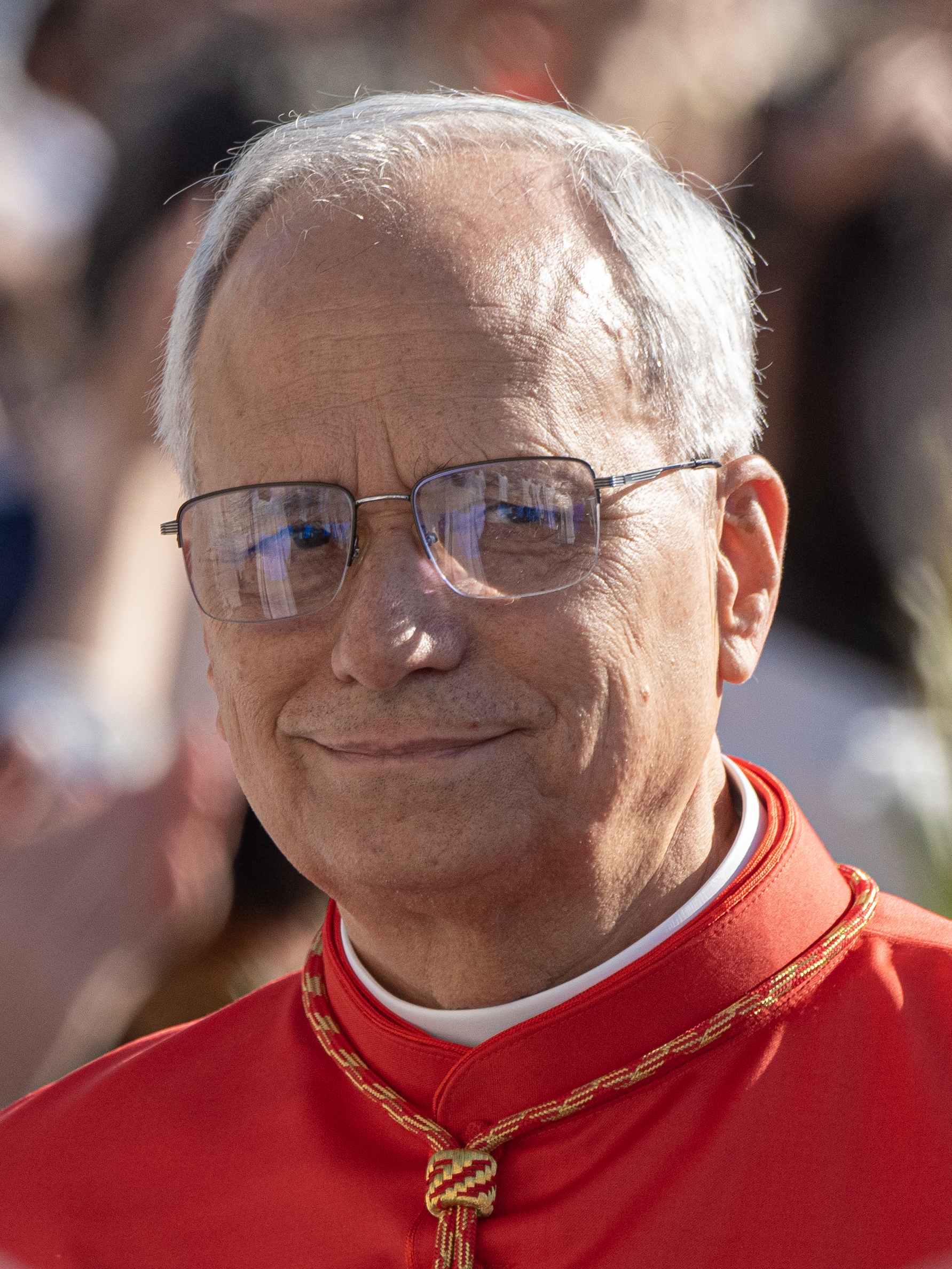
2023年的普雷沃斯特，时任圣莫尼卡枢机主教

2012年，他表示大众媒体对“另类家庭”（同性伴侣及其收养子女）的同情性描绘深入人心，使基督教的信息显得冷酷无情，从而给教会带来挑战。另一方面，普雷沃斯特并未明确支持或反对《恳求的信赖》这份关于为同性关系中的人祝福的教义声明。他指出，各国主教团应“根据文化差异，在本地语境中诠释和落实此类指引”。 2016年4月，普雷沃斯特反对将“性别意识形态”纳入秘鲁小学课程，表示该理念宣扬“并不存在的性别”。
2023年，当天主教新闻社询问普雷沃斯特的观点是否与2012年时有所不同时，他回答道“很多事情都变了”，他表示教会的教义还并没有改变，但认为教会需要更多开放与包容，并强调教宗方济各关于：“不要让人们因其选择而感到被排斥”的话语。

#### 气候变迁
普雷沃斯特主张教会采取更强有力的行动应对气候变化，并在2024年11月的一次研讨会上表示“统治自然”不应该是“暴虐的”。

#### 通讯和社交媒体
在2023年5月的一次采访中，普雷沃斯特强调在使用社交媒体时必须保持谨慎与负责任，以避免“激化分裂与争议”，以及“损害教会的共融”。

#### 俄羅斯入侵烏克蘭
早在2022年的戰爭初期，時任秘魯契克拉約教區主教的普雷沃斯特，在接受秘魯媒體的專訪中就強烈譴責了俄羅斯的入侵行徑，稱其為“真正的帝國主義式的入侵”。
在當選教宗後，他仍然未停止對烏克蘭議題的關心。2025年5月11日的首次主日講話中，良十四世站在聖伯多祿大殿的中央陽台上，向全球發出和平呼籲。他表示：“我心中承載著親愛的烏克蘭人民的苦難”，並強調需要“真正、公正且持久的和平”，呼籲釋放戰俘並讓被帶走的兒童回到家人身邊。  
2025年5月12日，良十四世與烏克蘭總統澤連斯基進行了通話，這是他自當選教宗以後首次與世俗國家領導人通話。

## 个人生活
普雷沃斯特的母亲Mildred于1990年6月18日去世，父亲Louis于1997年11月8日去世。除了母语英语外，他还会说西班牙语、意大利语、法语和葡萄牙语以及一些德语。他还能阅读拉丁文。普雷沃斯特是一名体育迷，他认为自己是一名业余网球运动员。他是美国职业棒球大联盟芝加哥白袜队的球迷，曾在芝加哥美國行動通訊球場观看了2005年世界大賽的第一场比赛。他还支持维拉诺瓦大学的体育运动，尤其是维拉诺瓦野猫男子篮球队。